# Vera Klimovich
Pour les articles homonymes, voir Klimovitch.
Vera Klimovich est une joueuse de volley-ball biélorusse née le 29 avril 1988. Elle mesure 1,85 m et joue au poste de centrale. Elle totalise 13 sélections en équipe de Biélorussie.

## Clubs
| Club              | De        | À         |
| ----------------- | --------- | --------- |
| Minchanka Minsk   | 2004-2005 | 2008-2009 |
| Lokomotiv VK      | 2009-2010 | 2013-2014 |
| VBC Casalmaggiore | 2014-2015 | 2014-2015 |
| Volley 2002 Forlì | mars 2016 | …         |

## Palmarès
- Challenge Cup
  - Vainqueur : 2012.
  - Finaliste : 2011.
- Championnat d'Azerbaïdjan
  - Finaliste : 2010, 2012.
- Championnat de Biélorussie
  - Vainqueur : 2007.
  - Finaliste : 2009.
- Championnat d'Italie
  - Vainqueur : 2015.